# 829 (numero)
Ottocentoventinove (829) è il numero naturale dopo l'828 e prima dell'830.

## Proprietà matematiche
- È un numero dispari.
- È un numero primo.
  - È un numero primo gemello con 827.
  - È un numero primo di Chen.
- È il 24° numero triangolare centrato.
- È un numero congruente.
- È parte delle terne pitagoriche (540, 629, 829), (829, 343620, 343621).
- È un numero odioso.
- È un numero palindromo e un numero ondulante nel sistema di numerazione posizionale a base 23 (1D1).
- È un numero intero privo di quadrati.

## Astronomia
- 829 Academia è un asteroide della fascia principale del sistema solare.
- NGC 829 è una galassia spirale della costellazione della Balena.
- Cosmos 829 (vettore Strela-1M) è un satellite artificiale russo.

## Altri ambiti
- Le locomotive FS 829 sono state un gruppo di locomotive a vapore che ha prestato servizio dal 1900 al 1940.